# Club dels Cordeliers

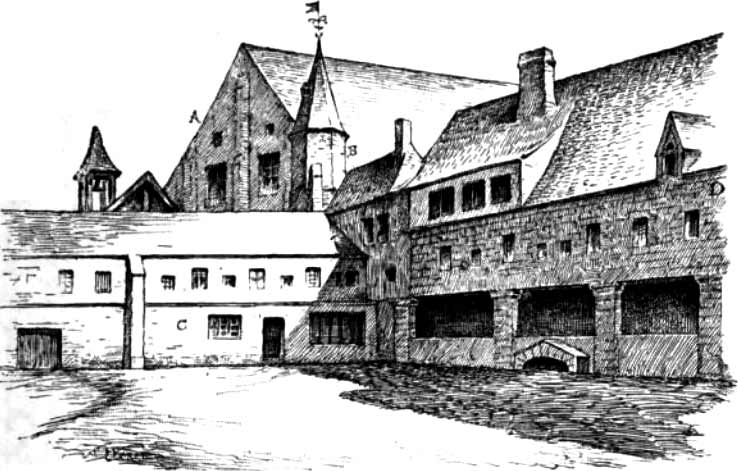
El convent dels Cordeliers.

El club dels Cordeliers o Societat d'Amics dels drets de l'home i del ciutadà era una societat política creada el 27 d'abril de 1790 i que tenia la seu a l'antic refectori del convent dels Cordeliers, a París.

## Origen del nom
Cordeliers era el malnom dels frares franciscans que, vestits de forma molt senzilla, portaven una simple corda com a cinturó. Per una curiosa ironia de la sort, els franciscans havien estat, a l'edat mitjana, un ordre rival dels dominics, que van donar nom, al seu torn, al club dels Jacobins, club revolucionari rival dels Cordeliers.

## Història del club dels Cordeliers

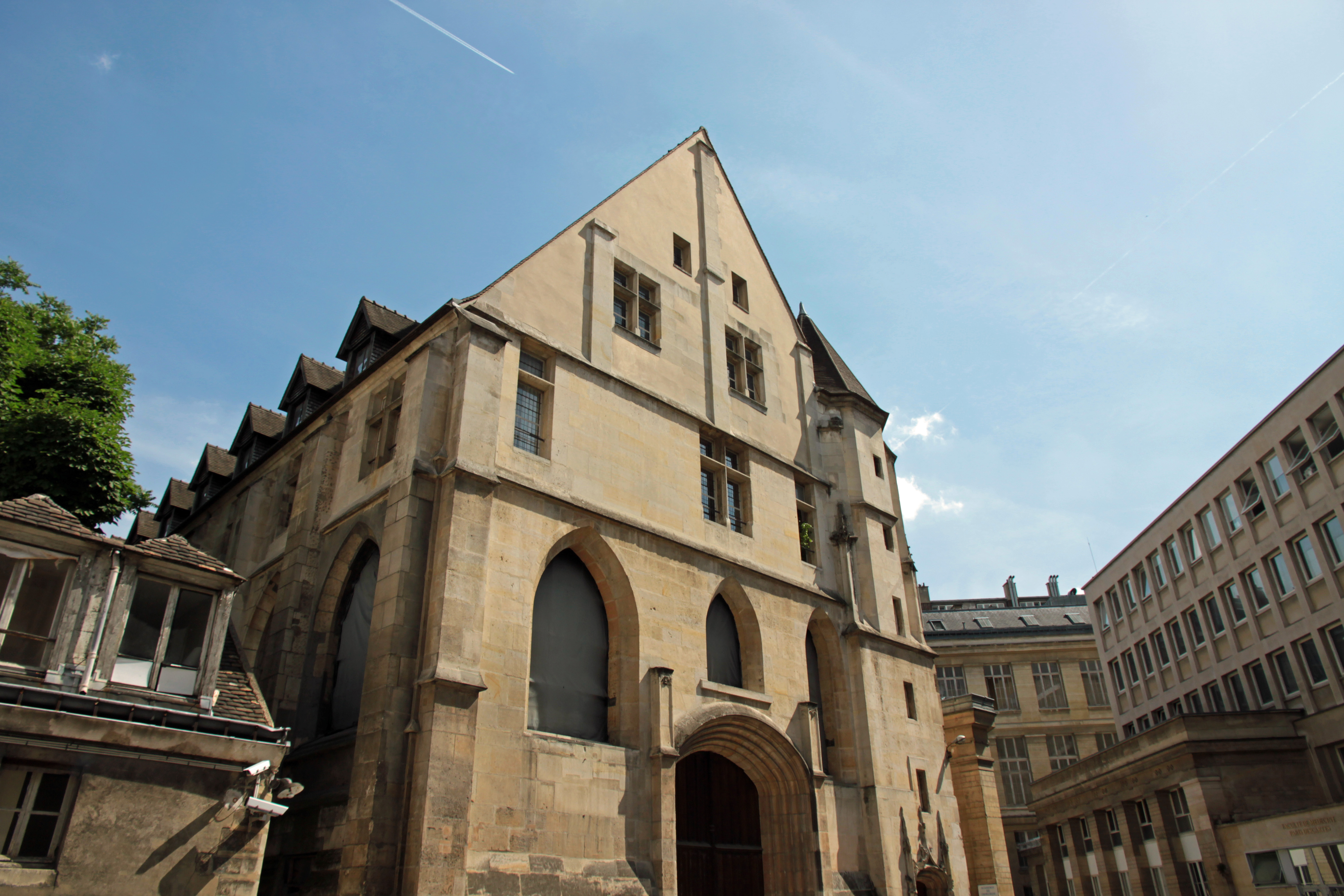
El refectori, avui, per fora…

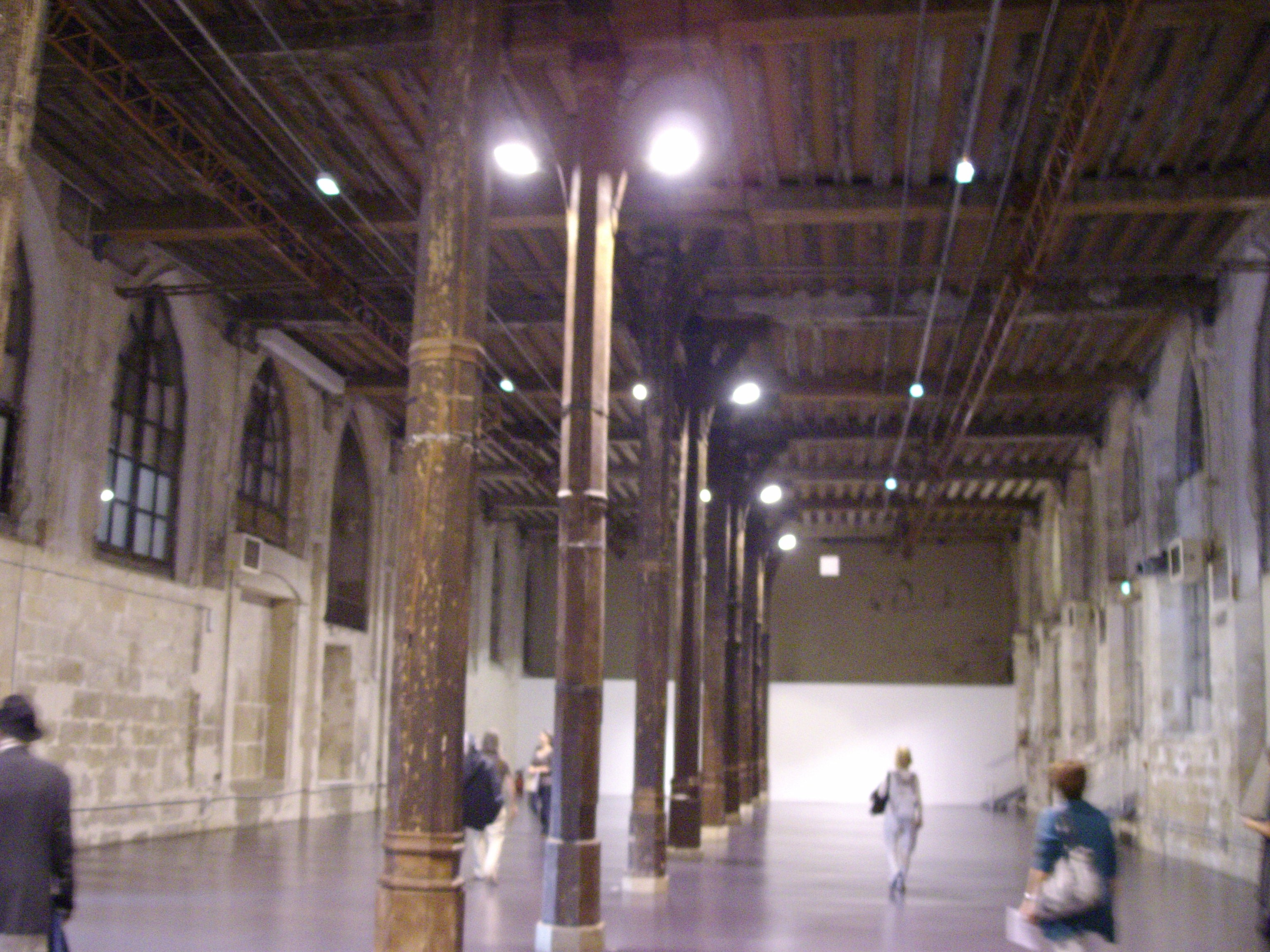
…i per dins.

El club es constitueix en veritable vigilant de l'assemblea i exerceix una mirada crítica sobre ella. El club també es proposa ajudar els indigents: contràriament als Jacobins, l'entrada hi era lliure. S'entra al club sense haver de cotitzar res, i un drap estès a terra a la sortida serveix per recollir els donatius.
La divisa dels membres del club dels Cordeliers representava un ull obert: el gran ull obert de la vigilància revolucionària.
Més proper a les classes populars que el club dels Jacobins, els seus membres prenguérent una part més activa en els moviments insurreccionals que es produïren sota l'Assemblea constituent, l'Assemblea nacional legislativa de la Primera República i la Convenció Nacional. Expressà les aspiracions de la població obrera dels suburbis parisencs de Saint-Antoine i Saint-Marceau.
Autèntica agrupació de combatents, va mantenir l'agitació democràtica, vigilant els aristòcrates, controlant les administracions, agitant per mitjà d'enquestes, subscripcions, peticions, manifestacions i, si calia, motins.
Van ser els Cordeliers els que, des del 21 de juny de 1791, demanaren la deposició de Lluís XVI quan va fugir i va ser arrestat a Varennes. Fou el club dels Cordeliers el que organitzà la manifestació del Camp de Mart, el 17 de juliol de 1791. També foren ells els que van rebutjar la Constitució de 1791.
Momentàniament vençuts (el Club va ser tancat i el partit demòcrata decapitat), els Cordeliers van recuperar ben aviat llur influència. Van tenir un paper molt actiu en l'organització de la insurrecció del 10 d'agost de 1792, que comporta la caiguda de la monarquia a França. Tot seguit, van poder exigir l'establiment del Terror i el seu reforçament mitjançant una vasta depuració de les administracions. Novament fou el club dels Cordeliers el que el 22 de maig de 1793 fomentà una insurrecció que provocà la caiguda dels Girondins a la Convenció Nacional.

## Òrgan de premsa
El seu mitjà d'expressió era Le Vieux Cordelier, periòdic publicat per Camille Desmoulins, del que en van aparèixer set números del 5 de desembre de 1793 al 25 de gener de 1794.

## Afiliacions
Una gernació de societats patriòtiques o clubs es van crear per tot França: molts d'ells van prendre el model del club dels Cordeliers i en van sol·licitar l'afiliació, propagant així les idees d'aquest club.

## La fi del club

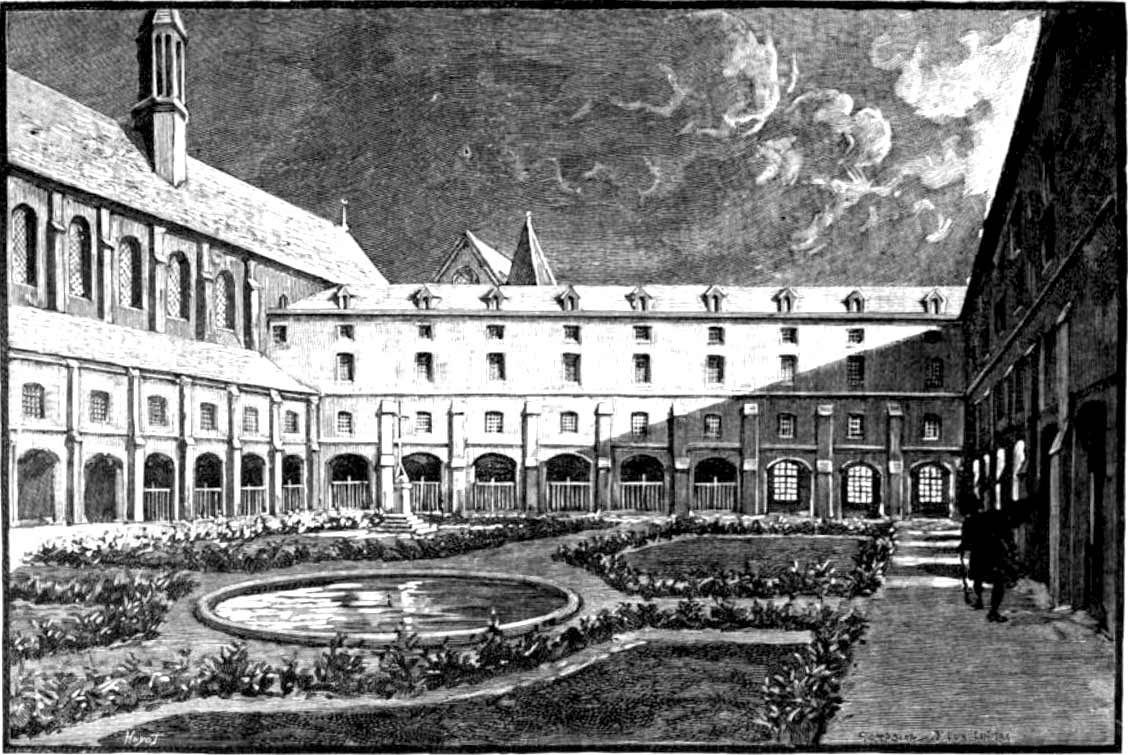
El club dels Cordeliers.

Després de la caiguda dels Girondins, el club es dividí entre els Indulgents (els dantonistes) i els Exagerats (els hébertistes, autors de la llei dels suspitosos i partidaris d'una dictatura de la Comuna, i que no s'han de confondre amb els Enrabiats de Jacques Roux). Els Hébertistes van tenir un paper preponderant i van esdevenir, de fet, els portaveus de les reivindicacions socials més avançades. Davant de les seves exigències, cada cop més grans, i de la seva actitud amenaçant, el Comitè de Salvació Pública prengué la decisió de fer detenir els seus principals dirigents la nit del 13 al 14 de març de 1794. Portants al Tribunal revolucionari, foren guillotinats entre el 24 de març i el 5 d'abril de 1794. Marat havia estat assassinat per Charlotte Corday el 13 de juliol de 1793.
Vençut pel club dels Jacobins, el club dels Cordeliers va esdevenir-ne una mena de corrent intern, tot i que va subsistir més temps, ja que no fou tancat fins a l'abril de 1795.

## Membres cèlebres
- Buirette de Verrières
- Pierre-Gaspard Chaumette
- Marie-Joseph Chénier
- Georges-Jacques Danton
- Camille Desmoulins
- Fabre d'Églantine
- Jacques Hébert
- Jean-Paul Marat
- Anne-Josèphe Théroigne de Méricourt també freqüentava aquest club.
- Antoine-François Momoro
- Pierre-François-Joseph Robert